# Football Club Manu Laeva
Football Club Manu Laeva é um clube de futebol de Tuvalu fundado em 1980, com sede em Nukulaelae. Disputa atualmente a A-Division, correspondente à primeira divisão nacional.

## Títulos
- Knock-Out Cup: 1998 e 2001
- Independence Cup: 2011
- Christmas Cup: 2012 e 2013
- Tuvalu Games: 2008, 2009, 2011 e 2014